# Portage (Michigan)
Portage város az USA Michigan államában, Kalamazoo megyében. Lakosainak száma 48 891 fő (2020. április 1.).

## Népesség
A település népességének változása:

| 2010 | 46 292 |
| 2020 | 48 891 |